# Uno Wallentin
August Uno Walter Wallentin (Gotemburgo, 15 de abril de 1905-Norrköping, 8 de octubre de 1954) fue un deportista sueco que compitió en vela en la clase Star. Participó en los Juegos Olímpicos de Berlín 1936, obteniendo una medalla de plata en la clase Star.

## Palmarés internacional
| Juegos Olímpicos | Juegos Olímpicos  | Juegos Olímpicos | Juegos Olímpicos |
| Año              | Lugar             | Medalla          | Clase            |
| ---------------- | ----------------- | ---------------- | ---------------- |
| 1936             | Berlín (Alemania) | Medalla de plata | Star             |